# Józef Wołczyński
Józef Wołczyński, Józef Jan de Matha Wołczyński, prawnik polski, wykładowca prawa rzymskiego, prawa kanonicznego i historii prawa na Uniwersytecie Krakowskim, adwokat, działający w pierwszej połowie XIX wieku.

## Życiorys
Brak jest bliższych danych biograficznych na jego temat. Pochodził z Galicji, z rodziny szlacheckiej. Studia prawnicze, uwieńczone doktoratem filozofii, ukończył na Uniwersytecie Lwowskim. W 1805 przystąpił do konkursu na profesora prawa rzymskiego na Uniwersytecie Krakowskim, poddając się wymaganemu egzaminowi, a także składając rygorozum na doktora praw na Uniwersytecie Wiedeńskim. W czasie pobytu w Wiedniu posługiwał się nazwiskiem de Matha Wołczyński. Mimo uzyskanego w konkursie wyniku bardzo dobrego katedry nie otrzymał, znalazł w Krakowie zatrudnienie jedynie w charakterze zastępcy profesora (suplenta) w katedrze prawa rzymskiego i cywilnego. Był suplentem w tej katedrze w latach 1807-1809. Od 1809, pozostając zastępcą profesora, prowadził w Krakowie zajęcia z prawa rzymskiego i historii prawa, a następnie również z prawa kościelnego. Jeszcze raz podjął próbę uzyskania samodzielnej katedry, ale ostatecznie wobec trudności ze strony Izby Edukacyjnej w sierpniu 1811 złożył rezygnację z pracy na Uniwersytecie Krakowskim.
Do czasu rezygnacji z pracy akademickiej był również patronem Trybunału Cywilnego Departamentu Krajowego. Opuszczając Uniwersytet zrzekł się i tej funkcji, poświęcając się pracy jako adwokat w Krakowie. Dalsze jego losy nie są znane.
W 1805 ogłosił drukiem w Wiedniu swoją rozprawę doktorską Dissertationes iuridicae super discrimine inter obligationem moralem et reliquas obligationum species.